# Климат Италии

Климатическая карта Италии по классификации Кёппена

Климат Италии на большей части территории субтропический средиземноморский, на Паданской низменности и в Предальпах — переходный к умеренному. В горных районах проявляется высотная поясность. В значительной степени климат страны формируется под влиянием тёплого Средиземного моря, которое дополнительно усиливается Альпами, преграждающими холодные северные ветра.
Средиземноморский климат наиболее характерен для юга Апеннинского полуострова и островов, которые отличаются жарким летом (средние температуры июля 23—26 °C) и тёплой зимой (средние температуры января 8—11 °C). Осадки выпадают преимущественно в зимнее время в виде бурных ливней. Среднегодовое количество осадков 500—600 мм. Для юго-восточной части Апеннинского полуострова и юга Сардинии и Сицилии характерно меньшее число осадков (400 мм в год и менее), в связи с чем эти регионы часто страдают от засух.
Гористые Калабрия и Сицилия окружены Средиземным морем и поэтому температуры на них более высокие, чем в горах северной части полуострова. Во внутренних районах зимой дождь идёт редко, больше выпадая в западных и северных районах Сицилии. В Реджо-ди-Калабрия среднегодовая температура и осадки составляют 18,2 °C и 595 мм, в Палермо — 18 °C и 970 мм соответственно. Со стороны Северной Африки часто дует горячий и очень влажный ветер сирокко, нагревающий воздух до 40—45 °С и доходящий до юга Сардинии. На климат Сардинии также влияет холодный мистраль, обдувающий её северо-западный берег. В Сассари (северо-запад острова) среднегодовая температура и осадки составляют 17 °C и 580 мм, а в Орозеи (восточный берег острова) эти показатели равны 17,5 °C и 540 м.
Вдоль побережья Тирренского моря и Лигурийской Ривьеры на температуру и осадки влияет море, полная открытость полуденному солнцу, преобладающие юго-западные ветра и близость Апеннинского хребта, не пропускающего северные ветра. В Сан-Ремо (западная часть ривьеры) осадков за год выпадает 680 мм, в Специи (юго-восточная часть ривьеры) более дождливо — 1150 мм. На Адриатическом побережье в основном холоднее (на 1—2 °С) и суше, чем на берегах Тирренского моря.
В Апеннинах суровость зимы определяется высотой, осадки в виде снега и дождя умеренные (кроме отдельных мест). Циклоны в середине зимы вызывают частые изменения погоды, в южных регионах может выпасть снег. Среднегодовые температуры и осадки составляют 12,1 °C и 890 мм в Урбино (на востоке), а также 12,5 °C и 1000 мм в Потенца (регион Базиликата). На восточных склонах Апеннин и во внутренних районах полуострова выпадает 600—800 мм осадков в год, во внутренних районах Сицилии и Сардинии — менее 500 мм в год.
На Паданской равнине климат переходный от субтропического к умеренному — жаркое лето и суровые зимы, смягчающиеся при движении к восточному берегу. В Турине средняя температура зимы — 0,3 °C, лета — 23 °C. Дожди идут главным образом в межсезонье, увеличиваясь с высотой над уровнем моря. Малое количество снега выпадает на высоких равнинах. Температура на адриатическом побережье повышается с севера на юг частично из-за увеличения широты, частично из-за смены преобладающих ветров с восточных на южные. Среднегодовая температура в Венеции составляет 13,6 °C, в Анконе — 16 °C, а в Бари — 17 °C. Осадки немногочисленны — 750 мм в Венеции, 650 мм в Анконе и 600 мм в Бари.
В Альпийской (самой северной) зоне климат имеет континентальный характер, проявляется высотная поясность. У подножий Альп средняя температура июля составляет 20—22 °С. В Бардонеккии (западая часть) среднегодовая температура составляет 7,4 °C, а среднегодовое количество осадков — 660 мм. Восточная часть менее тёплая при большем увлажнении, в Кортина-д’Ампеццо эти показатели составляют 6,6 °C и 1055 мм. В долине Аосты (западная часть зоны) постоянный снежный покров начинается с 3110 м, а в Юлийских Альпах снега опускаются до 2545 м. Осенью и зимой горячий сухой фён, дующий из Швейцарии или Австрии, иногда вызывает резкие повышения температуры в некоторых долинах (Аоста, Суза). В восточной части Альп порывы сухого и холодного ветра бора могут достигать 200 км/ч. Летом дожди выпадают в высотных районах, а осенью и весной перемещаются к краям климатической зоны. Снег выпадает только зимой, количество (от 3 до 10 м) зависит от года и близости к побережью. На предгорья приходятся более обильные снегопады, чем на горные районы. В горных районах нередки морозы до −15—20 °С. Расположенные в регионе озёра смягчают локальный климат, средняя температура января в Милане равняется 1 °C, а в Сало, на озере Гарда — 4 °C. На территории итальянских Альп расположено несколько сот ледников, такие как Миаж (в массиве Монблан, крупнейший в Италии) и Кальдероне (на горе Корно-Гранде, самый южный в Европе).